# L. G. Una aventura de los años sesenta
L. G. Una aventura de los años sesenta (en francés, L. G., une aventure des années soixante) es un libro póstumo del escritor francés Georges Perec (1936-1982), publicado en 1992 en la colección «Librairie du XXe siècle» de la editorial Seuil bajo a dirección de Maurice Olender. Fue traducido al castellano por Javier Ignacio Gorrais y publicado en 2019 en Waldhuter Ediciones.
El libro incluye un prólogo de Claude Burgelin y recopila siete artículos de opinión publicados en revistas literarias francesas, escritos en solitario o con amigos para el grupo de La Ligne générale entre 1959 y 1963.

## Contenido
El libro inicia con un prólogo de Claude Burgelin, explicando el contexto de los artículos que lo conforman. Allí menciona que estos textos provienen de la época de un proyecto de revista literaria denominado La Ligne générale (L. G.) en el que participaron él mismo, además de Georges Perec, Marcel Bénabou, Jean Vrubellier, Pierre Getzler, René Grobla, Roger Kléman, Jacques Lederer, Jacques Mangolte, Michel Martens, Henri Peretz, Paulette Pétras-Perec, entre otros jóvenes estudiantes con menor participación, incluyendo a Régis Debray, Étienne Balibar, entre otros.
Los artículos son los siguientes:
1. «El Noveau Roman y el rechazo de lo real» («Le Nouveau Roman et le refus du réel»).
Crítica a la nouveau roman y su incapacidad para narrar la realidad.[5] Escrito junto a Claude Burgelin y publicado en Partisans (n.º 3, febrero de 1962, pp. 108-118). El manuscrito original se firmó «L. G.» por el grupo literario La Ligne générale.[6]
2. «Por una literatura realista» («Pour une littérature réaliste»)
Búsqueda de una nueva literatura revolucionaria (es decir, realista) y total, solo alcanzable desde una perspectiva socialista inexistente en la actualidad, en que domina la nouveau roman, sucesora de la literatura comprometida (marxista panfletaria) que siguió a la Liberación francesa.[7] Publicado en Partisans (n.º 4, abril/mayo de 1962, pp. 121-130). Antes de su publicación se tituló «Pour un nouveau réalisme».[6]
3. «Compromiso o crisis del lenguaje» («Engagement ou crise du langage?»)
La crisis del lenguaje como marco teórico que rompe con la dicotomía entre literatura comprometida o política (guiada por Sarte) y literatura a secas, entre el esteticismo o el arte por el arte.[8] Publicado en Partisans (n.º 7, noviembre/diciembre de 1962, pp. 171-181). El dactilograma original anunciaba un «continuará», referido al artículo siguiente ya previsto sobre Robert Antelme.[6]
4. «Robert Antelme o la verdad de la literatura» («Robert Antelme ou la vérité de la littérature»)
Sobre La especie humana de Robert Antelme, y de su manera de expresar en profundidad la realidad del horror, sin caer en lo descriptivo y testimonial de la literatura concentracionista, que resulta incomprensible para quien no lo haya vivido.[9] Publicado en Partisans (n.º 8, enero/febrero de 1963, pp. 121-134). Un primer título que pensó Perec para el artículo fue «Robert Antelme ou la naissance de la littérature».[6]
5. «El universo de la ciencia ficción» («L'Univers de la science-fiction»)
Revisión general del panorama del género literario de la ciencia ficción, que deja un balance más bien pobre, acentuado por medios como la revista Planète.[10] Publicado en Partisans (n.º 10, mayo/junio de 1963, pp. 118-130).[6]
6. «La reconquista perpetua» («La Perpétuelle Reconquête»)
Positiva crítica sobre Hiroshima mon amour, la relación entre Hiroshima y Nevers, su claridad y compromiso.[11] Escrito con Roger Kléman y Henri Peretz. Publicado en La Nouvelle Critique (n.º 116, mayo de 1960, pp. 77-87) con la firma «***». El manuscrito original se firmó «L. G.» por el grupo literario La Ligne générale.[6]
7. «Wozzeck o el método del apocalipsis» («Wozzeck, ou la méthode de l'apocalypse»)
Positiva crítica a Wozzeck, «la primera ópera moderna», y de cómo marcó una superación de su género.[12] Escrito con la participación de Jacques Lederer (sin su firma). Publicado en Clarté (n.º 53, enero de 1964, pp. 51-53).[6]

El libro finaliza con una sección de «Referencias bibliográficas de los capítulos que conforman la obra», seguido de una pequeña «Bibliografía» de las obras mencionadas en los distintos artículos.